# Julius Grünwald
Julius Grünwald (* 25. Februar 1869 in Čáry, Slowakei; † 7. Oktober 1945 in London) war ein österreichischer Politiker (SDAP). Grünwald gehörte ab 1919 dem Wiener Gemeinderat an und wurde im Zuge der Reform des Stadtsenat in den Stadtsenat Reumann berufen. Er übernahm am 1. Juni 1920 das Amt des amtsführenden Stadtrats für Sozialpolitik und Wohnungswesen (Verwaltungsgruppe IV), trat jedoch bereits am 12. Jänner 1922 wieder von seinem Amt zurück. Als Grund für seinen Rücktritt nannte Gründwald, dass es ihm nicht gelungen sei, die „zentrale Behandlung des Wohnungswesens durchzuführen“.